# Варваровка (Близнюковский район)
Варваровка (укр. Варварівка), село, 
Верхнесамарский сельский совет,
Близнюковский район,
Харьковская область.
Код КОАТУУ — 6320682002. Население по переписи 2001 г. составляет 195 (97/98 м/ж) человек.

## Географическое положение
Село Варваровка находится на правом берегу реки Самара, чуть ниже по течению от места впадения в неё реки Опалиха, есть мост.
На противоположном берегу находится село Веселое.
В 1-м км находится село Павловка, а в 2-х км село Верхняя Самара.

## История
- 1775 - дата основания.

## Экономика
- В селе есть молочно-товарная и овце-товарная фермы.

## Культура
- Клуб.

## Достопримечательности
- Братская могила советских воинов. Похоронено 105 воинов.